# Asterinides folium
Asterinides folium is een zeester uit de familie Asterinidae. De wetenschappelijke naam van de soort werd als Asteriscus folium in 1859 gepubliceerd door Christian Frederik Lütken.